# 北美殖民地戰爭
北美殖民地戰爭是17世紀至18世紀發生在殖民地時代的北美大陸的一連串戰爭之總稱。各殖民地的戰爭和發生在歐洲的戰爭呼應。這一連串戰爭在美國總稱法国和印第安人战争，在魁北克總稱殖民地间战争（法語：Guerres intercoloniales）。另外，威廉三世時代開始持續的英法相爭到拿破崙戰爭終結為止也被稱作第二次百年戰爭。

## 战争形式

### 戰爭目的
交戰方大體上力爭控制主要的運輸和貿易路線，不僅是連接殖民地與母國的海上路線，或不同殖民地之間存在的陸路，而且還包括通往內陸的主要毛皮貿易路線北美的。這些通常沿著湖泊和河流，從大西洋延伸到密西西比河。許多土著民族沿著這些路線生活，並捲入了歐洲列強之間的戰爭。交戰方在主要交通樞紐建立了防禦工事，並請求當地土著居民幫助防禦這些工事，並攻擊敵方陣地。

### 歐洲形式
人們普遍認為，歐洲的作戰方法和軍事戰術並不適合美洲的森林和本土的戰爭藝術。因此推測英國殖民者受原住民戰鬥方法的啟發，設計了新的戰鬥技術。這些技術，包括掩護和強力伏擊，被認為是殖民者最終在美國獨立戰爭期間擊敗法國軍隊和英國軍隊的原因。但實際上，法國和印度戰爭最終是英國透過運用歐洲傳統戰術取得了勝利。路易斯堡要塞在按照歐洲戰爭規則進行的勝利後兩次投降，而1759年的亞伯拉罕平原戰役則是一場在露天封閉陣型中進行的歐洲戰役。

### 小規模戰爭
儘管最終徒勞無功，法國人還是按照當時被稱為「小戰爭」（法語：la Petite guerre）或今天的遊擊戰的戰術學說進行了戰鬥。北美法軍在數量上處於劣勢，無法依照歐洲標準戰術進行戰爭。因此，法國在很大程度上利用了本土盟友。法國人口較少、新法國對毛皮貿易的依賴，對法國人和原住民來說都是互惠互利的、來自英國殖民地的共同威脅，使原住民願意結盟。莫農加希拉河戰役是小型戰爭戰術的最大成就。但在法國印第安戰爭結束時，儘管加拿大幾乎所有男性都被動員起來，但英國的數量優勢變得壓倒性的，標準的歐洲戰術贏得了勝利和戰爭。

## 交战双方

### 英国
英國軍隊由英國陸軍正規團和獨立連組成；英屬美洲幾個殖民地組成的省級軍團和殖民地民兵。

#### 英國陸軍
英國陸軍在北美有兩種類型的部隊：在殖民地服役時間較長或較短的正規團，通常僅在戰爭開始後才被派往那裡；以及獨立連，作為要塞駐軍永久駐紮在殖民地和堡壘。英國軍隊主要是在窮人和犯罪階層中招募的。然而，獨立公司的地位較低。他們的隊伍中常常擠滿了退伍軍人——主要是前士兵，但也有逃兵。這些軍官經常被晉升為士官。獨立公司紮根於當地社會，常常將兵役轉變為民事職業的副業，並在入伍期滿後留在殖民地。

#### 省級部隊
戰爭開始後，幾個殖民地透過臨時徵兵的方式組成了自己的軍隊，即省級部隊。這些士兵來自社會下層，並沒有增強他們的可靠性或效率。馬薩諸塞灣、紐約和康乃狄克通常會動員大量部隊，而南部殖民地總是非常不情願地為帝國事業做出貢獻。除遊騎兵部隊外，英國陸軍對省級部隊的戰鬥力評價不高。在聯合行動中，省級部隊必須遵守非常嚴格的英國戰爭條款。省軍軍官的相對軍階低於正規軍軍官；一名被列為英國高級上尉的省級外勤軍官，儘管這些軍官是殖民地精英的成員，通常是殖民地立法機構的成員。正規官員和省級官員之間關於級別和先例的爭議很常見。初級省級軍官往往是受歡迎的民兵軍官，他們可以輕鬆招募一個連的人。

#### 殖民地民兵
每個殖民地都有自己的民兵，原則上由所有16歲至60歲的身體健全男子組成。然而實際上民兵的成員資格僅限於社會中更重要的成員，因為每個民兵都必須為自己配備步槍、背包、火藥、子彈、燧石和劍。每個當地社區都組織了自己的民兵。官員要么由總督任命，要么由男子選舉產生。地方民兵的主要任務是地方防禦，很少在戰場上服役，但或多或少充當著高效的家園衛士。

### 法國

#### 新法蘭西軍隊
殖民地海軍陸戰隊是新法蘭西軍隊的核心。直到法國和印第安戰爭期間，法國皇家陸軍的部隊才被轉移到加拿大。殖民地民兵比英屬美洲的民兵更重要。

#### 海軍陸戰隊
法國殖民地由海軍大臣管理，海軍部隊駐守新法蘭西。法國海軍陸戰隊被組織成獨立的連隊，稱為法國連隊。法印戰爭期間，海軍砲手龐巴迪連也駐紮在北美。海軍陸戰隊的其他軍階是在法國入伍的，但透過招募軍官的兒子，軍官隊伍變得越來越加拿大化。所有晉升均憑功績；禁止購買佣金。英國遊騎兵試圖複製法國殖民海軍陸戰隊的戰術。瑞士德卡勒軍團也在法國皇家海軍的指揮下作戰。它的倉庫位於羅什福爾，但其公司在北美和加勒比地區提供服務。

#### 法國皇家陸軍
1754年，阿圖瓦、貝亞恩、勃根地、吉耶納、朗格多克和拉雷訥軍團的六個營被調往新法蘭西。1757年，來自皇家魯西隆和拉薩爾的另外兩個營抵達，第二年來自德貝裡的兩個營也抵達。一個砲兵連也被派往大西洋彼岸。

#### 殖民地民兵
加拿大殖民地民兵的士氣和戰鬥力遠高於英國省級部隊和英國殖民地的民兵。然而，只有當他們被雇用為家庭守衛或荒野戰士時，情況才是如此。除了戰鬥角色外，加拿大民兵還在戰線後方執行重要任務，例如交通和道路建設。

### 印第安人

#### 英國盟友

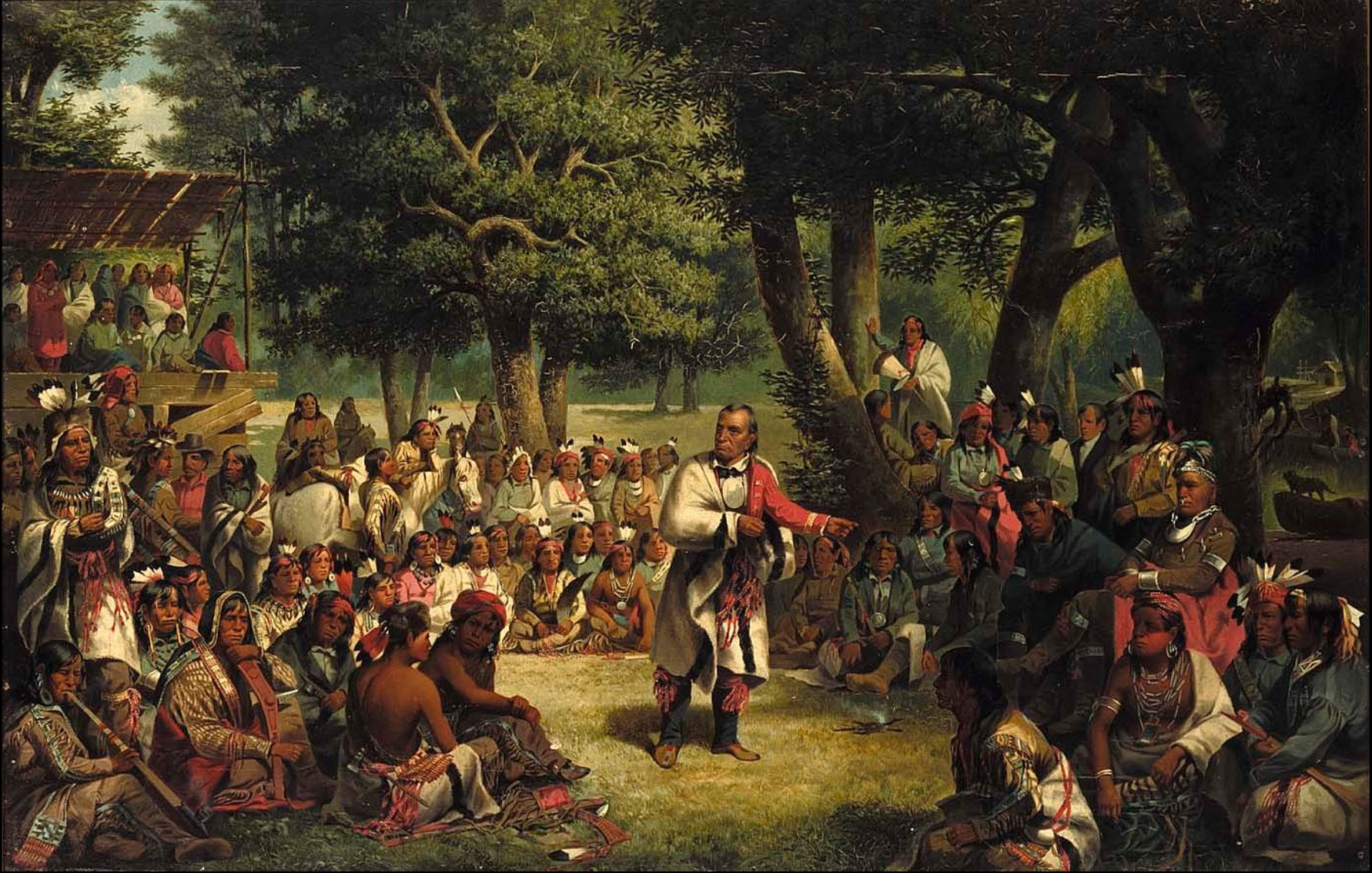
知名的塞內卡酋長，紅夾克，在對群眾喊話

易洛魁聯盟因其位於安大略湖以東和以南的地理位置，在英法爭奪美洲東北部的鬥爭中發揮了重要的戰略作用。聯盟侵略性的軍事和商業政策使五個易洛魁民族控制了該國的大部分地區，迫使許多較小的土著民族屈服。易洛魁人利用盟約鏈與紐約殖民地和其他英國殖民地簽訂了一份契約，該契約總體上對各方有利，但最終對法國來說是災難性的。

#### 法國盟友
法國承認原住民部落的獨立，同時聲稱對其領土擁有主權，並有權在其他歐洲列強面前為其原住民盟友辯護。法國盟友接受了這個保護國，因為它允許自治和傳統的生活方式。米克馬克人和阿貝納基人接受了天主教，因為天主教證實了他們與法國結盟反對新斯科細亞省的英國殖民者。除了米克馬克人和阿貝納基人之外，法國的主要盟友是居住在新法蘭西天主教傳教所的印第安人。其中許多人是來自紐約中部早期領地的莫霍克人，但也有來自新英格蘭其他部落的成員。菲利普國王戰爭期間和之後新英格蘭殖民者的逃離襲擊促使他們流離失所到法國領土。在法國和印第安人戰爭結束後，所有居住的原住民都加入了加拿大七國聯盟。

## 過程

### 概要
北美的戰爭雖然有西班牙及新西班牙（1519年–1821年）、荷蘭及新尼德蘭（1614年–1674年）参加，但是基本上是「英國、英屬美洲（1607年-1783年）、同盟的印地安部族軍（易洛魁聯盟）」對「法國、新法蘭西（1534年–1763年）、同盟的印地安部族軍（瓦巴納基聯盟）」的戰爭。主因是擴張中的英法北美殖民地因西部或内陸地域支配權的競合，此外歐洲爆發戰爭也必定波及北美大陸。以下是一連串的北美殖民地戰爭。

### 威廉王戰爭

威廉王戰爭

1689年，因光榮革命成為英王的威廉三世参加歐洲的奧格斯堡同盟，英法的對立開始。因此，在北美的英屬美洲和法屬加拿大也發生戰爭，但是，未獲得決定性的結果，因1697年的雷斯威克條約而停戰。

### 安妮女王战争
呼應歐洲的西班牙王位繼承戰爭而開始的北美殖民地戰爭（1702年-1713年），英軍占領法屬阿卡迪亞的皇家港，根據1713年的烏特勒支條約，獲得加拿大東部的紐芬蘭島和哈得遜灣地域。
英格蘭王國和法蘭西王國都沒有意願削弱他們各自在歐洲的力量，轉而支持這場北美戰爭。新法蘭西和瓦巴納基聯盟成功在這場戰爭阻撓新英格蘭向阿卡迪亞擴張，並將邊界定在緬因州南部的肯尼貝克河。1697年，雙方簽訂雷斯威克條約。根據此約條款，新法蘭西、新英格蘭和紐約的邊界和前哨大體上維持不變。
這場戰爭的起因很大原因是因為菲利普國王戰爭（1675－1678年）結束時達成的條約沒有得到遵守。以及英國對印地安人似乎在接收法國和荷蘭的援助而感到震驚。印地安人對英國人的掠奪引起了英國人的恐懼，並認為他們與法國為盟友。法國同時也被欺瞞，因為他們認為此時印地安人正在與英國人合作。這些事件加上新英格蘭認為印地安人為它的臣民，最終導致了戰爭的爆發。

### 拉爾神父戰爭

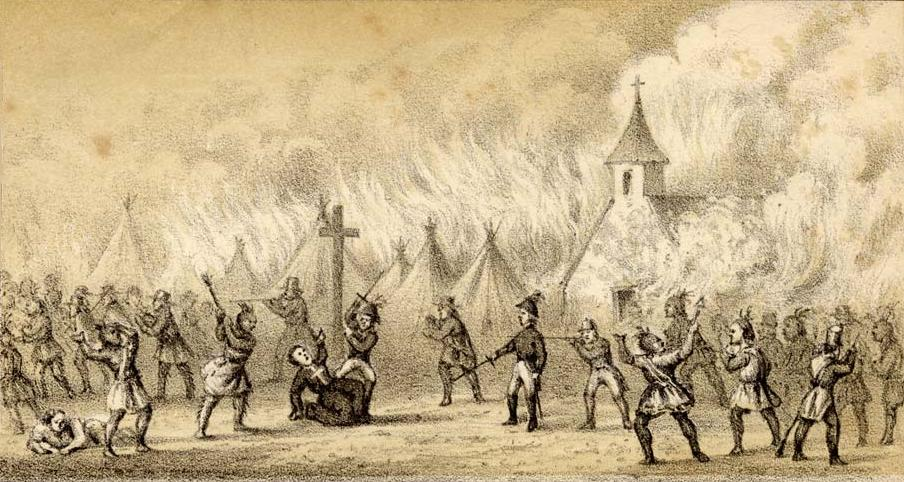
諾裡奇沃克戰役（1724年）：塞巴斯蒂安·拉爾神父之死

拉爾神父戰爭（1722-1725）是一系列戰役新英格蘭殖民地和與新法蘭西結盟的瓦巴納基聯盟（特別是米克馬克、馬裡塞特、佩諾布斯科特和阿貝納基）之間的戰爭。東部戰區主要位於緬因州新英格蘭和阿卡迪亞邊境以及新斯科舍省。西部戰區位於麻薩諸塞州北部和佛蒙特州，位於加拿大（新法國）和新英格蘭之間的邊界。結果邊界仍處於爭議狀態

### 喬治王戰爭
呼應歐洲的奧地利王位繼承戰爭的北美殖民地戰爭（1744年-1748年），新英格蘭殖民地軍攻陷加拿大東部的要衝路易斯堡要塞，但是根據亞琛條約，要塞返還法國。

### 勒羅特神父戰爭

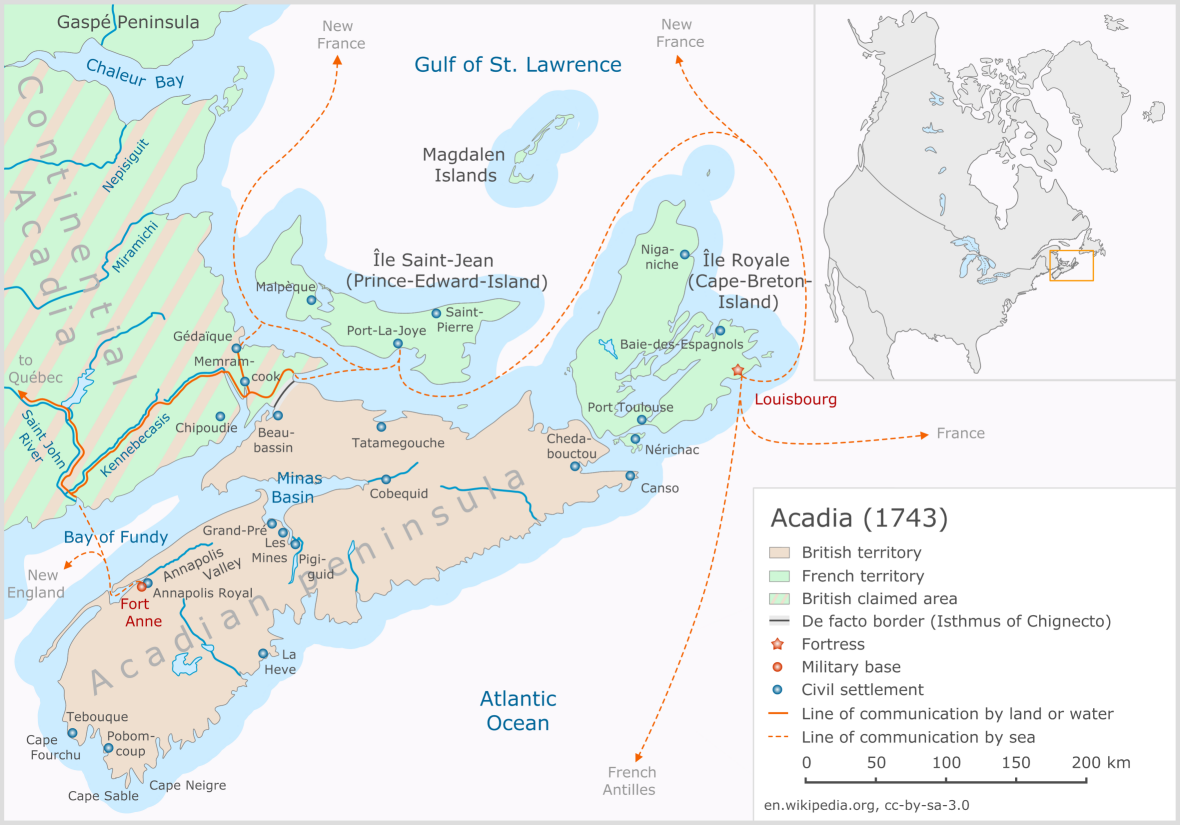
勒羅特神父戰爭

勒羅特神父戰爭（1749-1755），也稱為印第安戰爭和盎格魯-米克馬克戰爭，發生在喬治王戰爭與法國和印第安戰爭之間。一方為英國和新英格蘭殖民者，由英國軍官查爾斯·勞倫斯和新英格蘭遊騎兵約翰·戈勒姆領導。另一方為讓·路易·勒羅特（法語：Jean-Louis Le Loutre）神父領導的米克馬克和阿卡迪亞民兵。結果以英國勝利告終。

### 法印戰爭

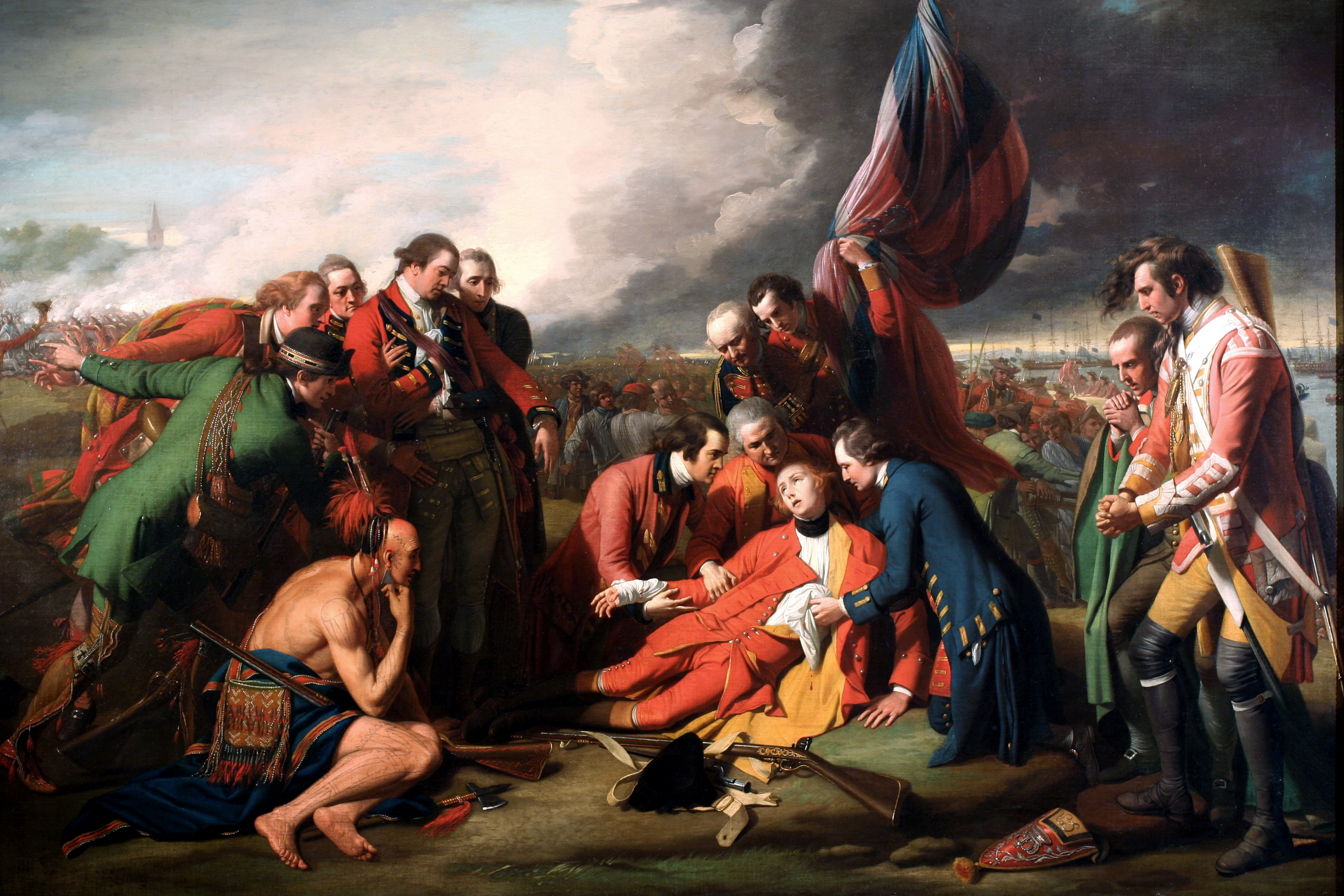
本杰明·威斯特於1770年繪畫的《渥爾夫將軍之死》

法國－印第安人戰爭是歐洲的七年戰爭（1756年-1763年）的兩年前在北美開始的英法殖民地戰爭（1754年-1763年），最初是和印地安同盟的法軍占優勢，但是，最終以英軍占領魁北克市和蒙特婁告終。
1763年，《巴黎條約》規定法國割讓密西西比河東側和加拿大全域給英國。法國實質上喪失北美的殖民地，英國則維持殖民地。

## 結果

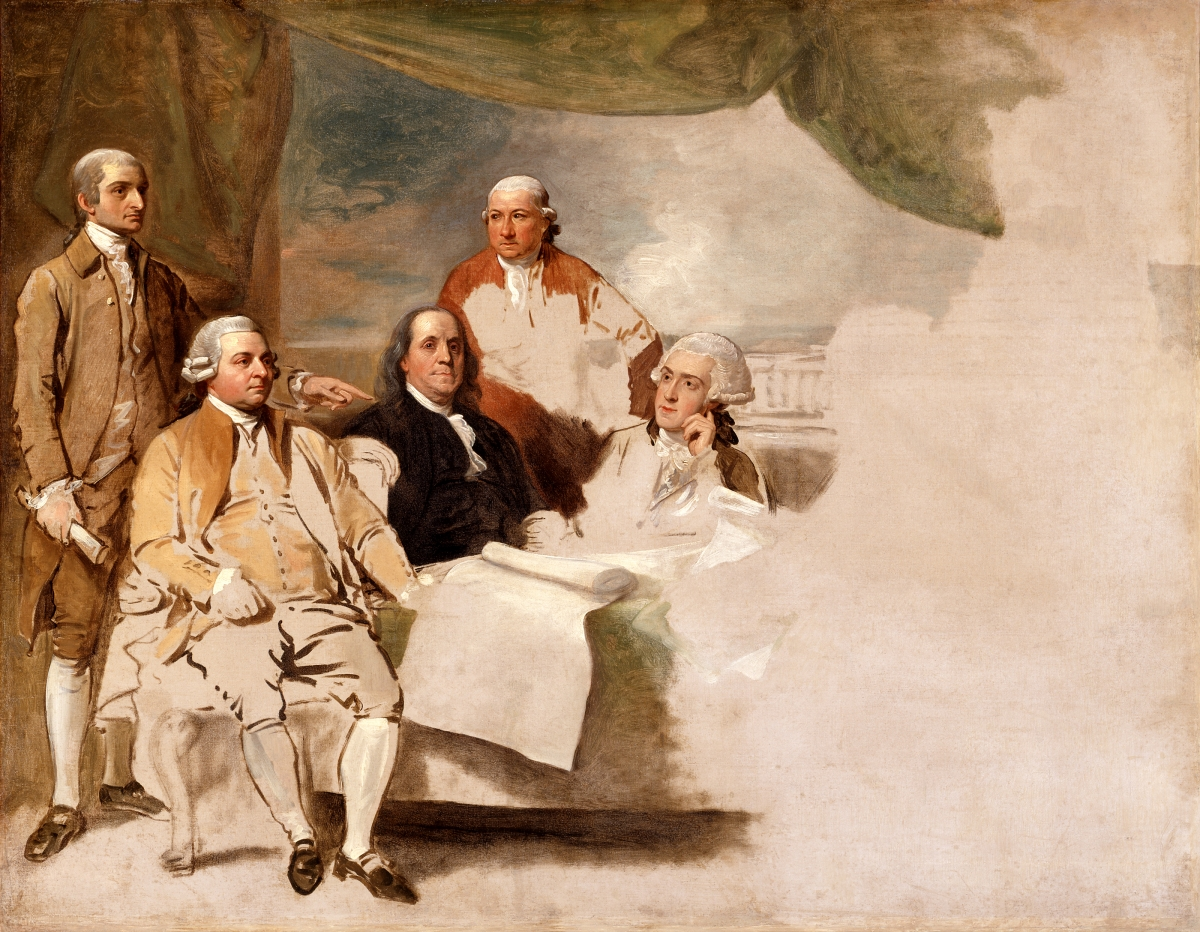
从左至右分别是约翰·杰伊，约翰·亚当斯，本杰明·富兰克林，亨利·劳伦斯，威廉·坦普尔·富兰克林。英方代表拒绝被画入

戰爭進行中，英國漸次掌握優勢。但是英國獲得壓倒性的勝利反而導致新英格蘭殖民地的喪失。法國的威脅消失後，新英格蘭殖民地不再需要英國的軍事保護。巴黎條約簽訂的12年後，爆發美國獨立戰爭（1775年-1783年）。英法巴黎條約簽訂後的20年，英國不得不和十三州代表坐下談判，簽訂新的《巴黎條約》，承認殖民地的獨立。

## 相關項目
- 阿卡迪亞
- 1812年戰爭
- 北美印第安戰爭
- 拉爾神父戰爭
- 勒羅特神父戰爭

## 外部連結
- French and Indian Wars（页面存档备份，存于）（英語）